# Fußball-Weltmeisterschaft 1994/Gruppe E
Die Gruppe E der Fußball-Weltmeisterschaft 1994 ist die bisher einzige Gruppe bei Fußball-Weltmeisterschaften, in der alle vier Teams die gleiche Punktzahl erlangten. Mexiko wurde aufgrund der meisten erzielten Tore Gruppensieger, Norwegen wurde mit nur einem erzielten Tor Gruppenletzter. Irland wurde Gruppenzweiter aufgrund des gewonnenen direkten Vergleichs mit Italien. Italien erreichte als einer der besten Gruppendritten ebenso wie Mexiko und Irland das Achtelfinale. Einzig Norwegen schied nach der Vorrunde aus.
| Pl. | Land     | Sp. | S | U | N | Tore    | Diff. | Punkte |
| --- | -------- | --- | - | - | - | ------- | ----- | ------ |
| 1.  | Mexiko   | 3   | 1 | 1 | 1 | 003:300 | ±0    | 04     |
| 2.  | Irland   | 3   | 1 | 1 | 1 | 002:200 | ±0    | 04     |
| 3.  | Italien  | 3   | 1 | 1 | 1 | 002:200 | ±0    | 04     |
| 4.  | Norwegen | 3   | 1 | 1 | 1 | 001:100 | ±0    | 04     |

## Italien – Irland 0:1 (0:1)
| Italien                                                        | Italien | Irland | Irland |
| -------------------------------------------------------------- | --- | --- | ------ |
| Italien                                                        | \| 1. Spieltag \| \| 18. Juni 1994 um 16:00 Uhr in East Rutherford (Giants Stadium) \| \| Zuschauer: 75.338 \| \| Schiedsrichter: Mario van der Ende ( Niederlande) \| \| Spielbericht \|                                                                           | \| 1. Spieltag \| \| 18. Juni 1994 um 16:00 Uhr in East Rutherford (Giants Stadium) \| \| Zuschauer: 75.338 \| \| Schiedsrichter: Mario van der Ende ( Niederlande) \| \| Spielbericht \|                                           | Irland |
| Italien                                                        | Gianluca Pagliuca – Franco Baresi – Alessandro Costacurta, Mauro Tassotti, Paolo Maldini – Roberto Donadoni, Demetrio Albertini, Dino Baggio, Alberigo Evani (46. Daniele Massaro) – Roberto Baggio, Giuseppe Signori (84. Nicola Berti) Cheftrainer: Arrigo Sacchi | Pat Bonner – Terry Phelan, Paul McGrath, Phil Babb, Steve Staunton, Denis Irwin – Ray Houghton (68. Jason McAteer), John Sheridan, Roy Keane, Andy Townsend – Tommy Coyne (90. John Aldridge) Cheftrainer: Jack Charlton ( England) | Irland |
| Italien                                                        | 0:1 Houghton (11.) | | Irland |
| Italien                                                        | Phelan, Coyne, Irwin | | Irland |
| 1. Spieltag                                                    | | |        |
| 18. Juni 1994 um 16:00 Uhr in East Rutherford (Giants Stadium) | | |        |
| Zuschauer: 75.338                                              | | |        |
| Schiedsrichter: Mario van der Ende ( Niederlande)              | | |        |
| Spielbericht                                                   | | |        |

## Norwegen – Mexiko 1:0 (0:0)
| Norwegen                                                                            | Norwegen | Mexiko | Mexiko |
| ----------------------------------------------------------------------------------- | --- | --- | ------ |
| Norwegen                                                                            | \| 1. Spieltag \| \| 19. Juni 1994 um 16:00 Uhr in Washington, D.C. (Robert F. Kennedy Memorial Stadium) \| \| Zuschauer: 52.395 \| \| Schiedsrichter: Sándor Puhl ( Ungarn) \| \| Spielbericht \|                                                   | \| 1. Spieltag \| \| 19. Juni 1994 um 16:00 Uhr in Washington, D.C. (Robert F. Kennedy Memorial Stadium) \| \| Zuschauer: 52.395 \| \| Schiedsrichter: Sándor Puhl ( Ungarn) \| \| Spielbericht \|                                                                         | Mexiko |
| Norwegen                                                                            | Erik Thorstvedt – Henning Berg, Rune Bratseth , Stig Inge Bjørnebye – Alf-Inge Haaland, Lars Bohinen, Erik Mykland (78. Kjetil Rekdal), Øyvind Leonhardsen, Mini Jakobsen (46. Gunnar Halle) – Jostein Flo, Jan Åge Fjørtoft Cheftrainer: Egil Olsen | Jorge Campos – Claudio Suárez – Raúl Gutiérrez (71. Marcelino Bernal), Juan Ramírez, Ramón Ramírez – Luis Antonio Valdez (46. Benjamín Galindo), Alberto García Aspe, Ignacio Ambríz , Joaquín del Olmo – Hugo Sánchez, Luis Roberto Alves Cheftrainer: Miguel Mejía Barón | Mexiko |
| Norwegen                                                                            | 1:0 Rekdal (84.) | | Mexiko |
| Norwegen                                                                            | Haaland, Leonhardsen | Suárez | Mexiko |
| 1. Spieltag                                                                         | | |        |
| 19. Juni 1994 um 16:00 Uhr in Washington, D.C. (Robert F. Kennedy Memorial Stadium) | | |        |
| Zuschauer: 52.395                                                                   | | |        |
| Schiedsrichter: Sándor Puhl ( Ungarn)                                               | | |        |
| Spielbericht                                                                        | | |        |

## Italien – Norwegen 1:0 (0:0)
| Italien                                                        | Italien | Norwegen | Norwegen |
| -------------------------------------------------------------- | --- | --- | -------- |
| Italien                                                        | \| 2. Spieltag \| \| 23. Juni 1994 um 16:00 Uhr in East Rutherford (Giants Stadium) \| \| Zuschauer: 74.624 \| \| Schiedsrichter: Hellmut Krug ( Deutschland) \| \| Spielbericht \| | \| 2. Spieltag \| \| 23. Juni 1994 um 16:00 Uhr in East Rutherford (Giants Stadium) \| \| Zuschauer: 74.624 \| \| Schiedsrichter: Hellmut Krug ( Deutschland) \| \| Spielbericht \|                                                                      | Norwegen |
| Italien                                                        | Gianluca Pagliuca – Franco Baresi (49. Luigi Apolloni) – Antonio Benarrivo, Alessandro Costacurta, Paolo Maldini – Nicola Berti, Demetrio Albertini, Dino Baggio, Giuseppe Signori – Roberto Baggio (22. Luca Marchegiani), Pierluigi Casiraghi (69. Daniele Massaro) Cheftrainer: Arrigo Sacchi | Erik Thorstvedt – Henning Berg, Rune Bratseth , Stig Inge Bjørnebye – Alf-Inge Haaland, Lars Bohinen, Erik Mykland (81. Kjetil Rekdal), Øyvind Leonhardsen, Sigurd Rushfeldt (46. Mini Jakobsen) – Jostein Flo, Jan Åge Fjørtoft Cheftrainer: Egil Olsen | Norwegen |
| Italien                                                        | 1:0 D. Baggio (69.) | | Norwegen |
| Italien                                                        | Casiraghi | Björnebye, Haaland | Norwegen |
| Italien                                                        | Pagliuca (21., Handspiel außerhalb des Strafraums) | | Norwegen |
| 2. Spieltag                                                    | | |          |
| 23. Juni 1994 um 16:00 Uhr in East Rutherford (Giants Stadium) | | |          |
| Zuschauer: 74.624                                              | | |          |
| Schiedsrichter: Hellmut Krug ( Deutschland)                    | | |          |
| Spielbericht                                                   | | |          |

## Mexiko – Irland 2:1 (1:0)
| Mexiko                                                      | Mexiko | Irland | Irland |
| ----------------------------------------------------------- | --- | --- | ------ |
| Mexiko                                                      | \| 2. Spieltag \| \| 24. Juni 1994 um 12:30 Uhr in Orlando (Florida Citrus Bowl) \| \| Zuschauer: 60.790 \| \| Schiedsrichter: Kurt Röthlisberger ( Schweiz) \| \| Spielbericht \|                                                                                             | \| 2. Spieltag \| \| 24. Juni 1994 um 12:30 Uhr in Orlando (Florida Citrus Bowl) \| \| Zuschauer: 60.790 \| \| Schiedsrichter: Kurt Röthlisberger ( Schweiz) \| \| Spielbericht \|                                                  | Irland |
| Mexiko                                                      | Jorge Campos – Claudio Suárez – Jorge Rodríguez (81. Raúl Gutiérrez), Ramón Ramírez, Joaquín del Olmo – Marcelino Bernal, Ignacio Ambríz , Luis García, Alberto García Aspe – Carlos Hermosillo (81. Luis Miguel Salvador), Luis Roberto Alves Cheftrainer: Miguel Mejía Barón | Pat Bonner – Terry Phelan, Paul McGrath, Phil Babb, Steve Staunton (67. Jason McAteer), Denis Irwin – Ray Houghton, John Sheridan, Roy Keane, Andy Townsend – Tommy Coyne (67. John Aldridge) Cheftrainer: Jack Charlton ( England) | Irland |
| Mexiko                                                      | 1:0 García (42.) 2:0 García (65.) | 2:1 Aldridge (84.) | Irland |
| Mexiko                                                      | del Olmo, Campos | Irwin (2.), Phelan (2.) | Irland |
| 2. Spieltag                                                 | | |        |
| 24. Juni 1994 um 12:30 Uhr in Orlando (Florida Citrus Bowl) | | |        |
| Zuschauer: 60.790                                           | | |        |
| Schiedsrichter: Kurt Röthlisberger ( Schweiz)               | | |        |
| Spielbericht                                                | | |        |

## Irland – Norwegen 0:0
| Irland                                                         | Irland | Norwegen | Norwegen |
| -------------------------------------------------------------- | --- | --- | -------- |
| Irland                                                         | \| 3. Spieltag \| \| 28. Juni 1994 um 12:30 Uhr in East Rutherford (Giants Stadium) \| \| Zuschauer: 72.404 \| \| Schiedsrichter: José Torres Cadena ( Kolumbien) \| \| Spielbericht \|                                             | \| 3. Spieltag \| \| 28. Juni 1994 um 12:30 Uhr in East Rutherford (Giants Stadium) \| \| Zuschauer: 72.404 \| \| Schiedsrichter: José Torres Cadena ( Kolumbien) \| \| Spielbericht \|                                                          | Norwegen |
| Irland                                                         | Pat Bonner – Gary Kelly, Paul McGrath, Phil Babb, Steve Staunton – Ray Houghton, John Sheridan, Roy Keane, Andy Townsend (75. Ronnie Whelan), Jason McAteer – John Aldridge (64. David Kelly) Cheftrainer: Jack Charlton ( England) | Erik Thorstvedt – Erland Johnsen, Rune Bratseth , Henning Berg – Gunnar Halle (34. Mini Jakobsen), Erik Mykland, Kjetil Rekdal, Stig Inge Bjørnebye – Øyvind Leonhardsen (67. Lars Bohinen) – Jostein Flo, Gøran Sørloth Cheftrainer: Egil Olsen | Norwegen |
| Irland                                                         | Keane, Houghton, G. Kelly | Sørloth, Johnsen | Norwegen |
| 3. Spieltag                                                    | | |          |
| 28. Juni 1994 um 12:30 Uhr in East Rutherford (Giants Stadium) | | |          |
| Zuschauer: 72.404                                              | | |          |
| Schiedsrichter: José Torres Cadena ( Kolumbien)                | | |          |
| Spielbericht                                                   | | |          |

## Italien – Mexiko 1:1 (0:0)
| Italien                                                                             | Italien | Mexiko | Mexiko |
| ----------------------------------------------------------------------------------- | --- | --- | ------ |
| Italien                                                                             | \| 3. Spieltag \| \| 28. Juni 1994 um 12:30 Uhr in Washington, D.C. (Robert F. Kennedy Memorial Stadium) \| \| Zuschauer: 52.535 \| \| Schiedsrichter: Francisco Oscar Lamolina ( Argentinien) \| \| Spielbericht \|                                                        | \| 3. Spieltag \| \| 28. Juni 1994 um 12:30 Uhr in Washington, D.C. (Robert F. Kennedy Memorial Stadium) \| \| Zuschauer: 52.535 \| \| Schiedsrichter: Francisco Oscar Lamolina ( Argentinien) \| \| Spielbericht \|                                    | Mexiko |
| Italien                                                                             | Luca Marchegiani – Antonio Benarrivo, Alessandro Costacurta, Luigi Apolloni, Paolo Maldini – Nicola Berti, Demetrio Albertini, Dino Baggio (66. Roberto Donadoni) – Roberto Baggio – Giuseppe Signori, Pierluigi Casiraghi (46. Daniele Massaro) Cheftrainer: Arrigo Sacchi | Jorge Campos – Claudio Suárez – Jorge Rodríguez, Ramón Ramírez, Joaquín del Olmo – Marcelino Bernal, Ignacio Ambríz , Luis García (82. Juan Carlos Chávez), Alberto García Aspe – Carlos Hermosillo, Luis Roberto Alves Cheftrainer: Miguel Mejía Barón | Mexiko |
| Italien                                                                             | 1:0 Massaro (48.) | 1:1 Bernal (57.) | Mexiko |
| Italien                                                                             | Albertini | del Olmo (2.), Garcia, García Aspe | Mexiko |
| 3. Spieltag                                                                         | | |        |
| 28. Juni 1994 um 12:30 Uhr in Washington, D.C. (Robert F. Kennedy Memorial Stadium) | | |        |
| Zuschauer: 52.535                                                                   | | |        |
| Schiedsrichter: Francisco Oscar Lamolina ( Argentinien)                             | | |        |
| Spielbericht                                                                        | | |        |